# Santa Magdalena de l'Estela
Santa Magdalena de l'Estela és una església del municipi de Piera (Anoia) inclosa en l'Inventari del Patrimoni Arquitectònic de Catalunya.

## Descripció
És una ermita de planta rectangular amb un cos adossat lateral on se situa la porta d'entrada amb dovelles de pedra. A l'exterior del presbiteri hi ha dos contraforts de pedra i un campanar d'espadanya fet amb maó. Coberta de teulada a dues vessants aguantada per bigues de fusta. A l'interior hi ha restes d'una volta rebaixada de guix i dos pilars de maó que aguanten unes arcades que separen la nau del cos adossat.

## Història
Es tenen notícies des del s. XIII (1285 visita pastoral) El 1596 es restaurà per afegir un cambril per la santa. El 1886 cesà el culte i l'oratori del nen Jesús i la imatge van ser traslladats a redós de l'estat ruïnós. El 1960 s'intentà una restauració.